# Annelien Bredenoord

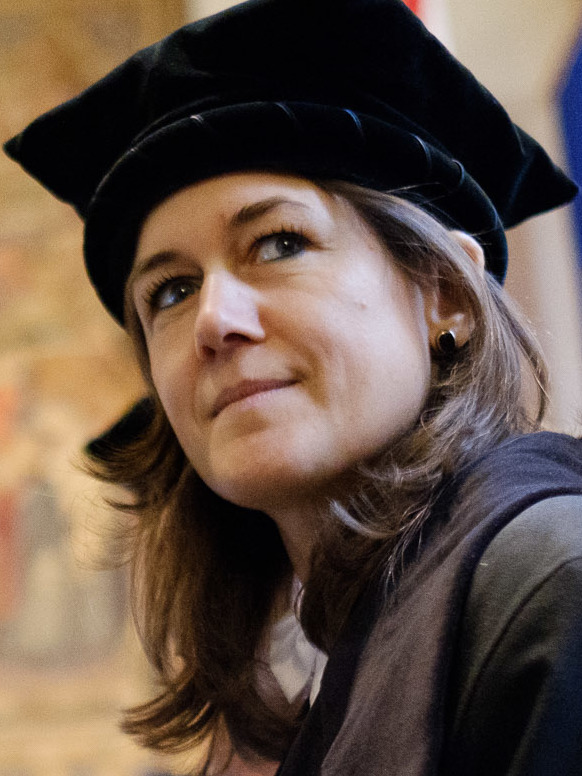
Annelien Bredenoord bei einem Vortrag an der Universität Utrecht 2018

Anne Lydia (Annelien) Bredenoord (* 1. August 1979 in Utrecht) ist eine niederländische Hochschullehrerin und Politikerin. Von 2021 bis 2024 war sie Rektorin der Erasmus-Universität Rotterdam, von 2015 bis 2023 vertrat sie die Partei Democraten 66 (D66) in der Ersten Kammer der Generalstaaten.

## Wissenschaftlicher Werdegang
Bredenoord studierte von 1997 bis 2003 Theologie und von 2002 bis 2007 Politikwissenschaft an der Universität Leiden. Sie wurde 2010 an der Universität Maastricht im Fachgebiet Medizinethik promoviert; Titel ihrer Dissertation war: Ethics at the interface of reproductive medicine and genetic technology. The case of mitochondrial disorders. 2014 wurde sie zum Mitglied der Jonge Akademie innerhalb der Königlichen Niederländischen Akademie der Wissenschaften (KNAW) ernannt; reguläres Mitglied der KNAW wurde sie im Jahr 2022. Im Februar 2017 wurde sie zur Hochschullehrerin mit dem Schwerpunkt: Ethik biomedizinischer Innovation am Universitätsmedizinischen Centrum (UMC) Utrecht berufen. 2021 wurde sie als erste Frau rector magnificus der Erasmus-Universität in Rotterdam. Vor dem Ablauf ihrer vierjährigen Amtszeit wechselte sie 2024 in die Position der Vorsitzenden des Verwaltungsrates der Erasmus-Universität. Auf dem Posten des Rektors folgte ihr Jantine Schuit; damit hat die Erasmus-Universität als erste der Niederlande eine rein weibliche Leitung.

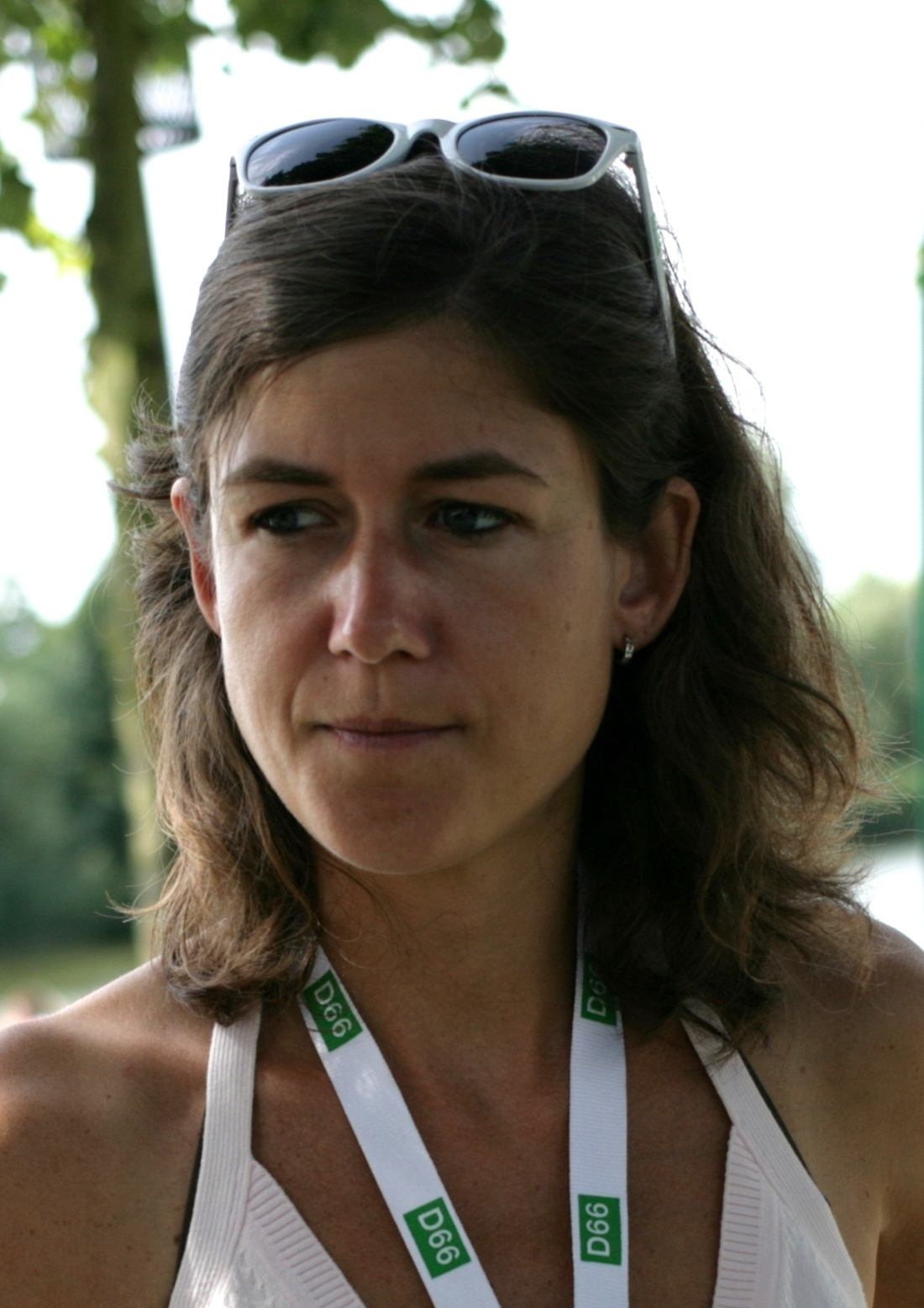
Bredenoord am Rande einer D66-Veranstaltung 2012

In den Jahren 2023 und 2024 war Annelien Bredenoord Mitglied der 15-köpfigen Expertengruppe für die Zwischenbewertung von Horizont Europa.

## Politisches Engagement
Bredenoord ist seit 2000 Mitglied der linksliberalen Partei Democraten 66 (D66). Von 2011 bis 2015 war sie Vorsitzende der Abteilung Utrecht von D66. Von Juni 2015 bis Oktober 2018 und wieder ab Januar 2019 war sie Mitglied der D66-Fraktion in der Ersten Kammer. Bei der Wahl im Jahr 2019 fungierte sie als Spitzenkandidatin ihrer Partei und war von Juni 2019 bis Juni 2023 die Fraktionsvorsitzende.